# Казарца-Лигуре
Казарца-Лигуре (итал. Casarza Ligure) — коммуна в Италии, располагается в регионе Лигурия, в провинции Генуя.
Население составляет 6565 человек (2008 г.), плотность населения составляет 240 чел./км². Занимает площадь 27 км². Почтовый индекс — 16030. Телефонный код — 0185.
Покровителями коммуны почитаются святой архангел Михаил и святая Моника, празднование во второе воскресение мая.

## Демография
Динамика населения:

## Администрация коммуны
- Официальный сайт: http://www.comune.casarza-ligure.ge.it/